# Перелік пам'яток історії Камінь-Каширського району
У Камінь-Каширському районі Волинської області станом на 2008 р. нараховується 47 пам'яток історії.
| №№ п/п | Охорон ний номер | Місцезнаходження пам’ятника, його адреса | Найменування пам’ятника                                                      | Датування | Автор                                         | Дата спорудження | Дата і № рішення облвиконкому (адміністрації), постанови Кабінету Міністрів України про взяття пам’ятника під охорону | На чиєму утриманні знаходиться  |
| ------ | ---------------- | ---------------------------------------- | ---------------------------------------------------------------------------- | --------- | --------------------------------------------- | ---------------- | --- | ------------------------------- |
| 1.     | 109              | м. Камінь-Каширський, вул. Шкільна       | Дільниця братських могил радянських воїнів                                   | 1944      |                                               | 1956             | 360-р від 04.08.69р.                                                                                                  | Виконкому Камінь-Каширської м/р |
| 2.     | 107              | м. Камінь-Каширський, вул. Шевченка      | Меморіальний комплекс на честь воїнів Радянської армії                       | 1941-1945 | Крвавич Д. П., Романець Б. С., Консулов А. Д. | 1969             | 360-р від 04.08.69р.                                                                                                  | Виконкому Камінь-Каширської м/р |
| 3.     | 684              | м. Камінь-Каширський                     | Пам’ятник на честь радянських воїнів                                         | 1941-1945 |                                               | 1985             | 267-р від 25.08.86р.                                                                                                  | Виконкому Камінь-Каширської м/р |
| 4.     | 643              | м. Камінь-Каширський                     | Могила Коніщука М. П. – одного з організаторів партизанського руху на Волині | 1948      | Місцеві майстри                               | 1985             | 267-р від 25.08.86р.                                                                                                  | Виконкому Камінь-Каширської м/р |
| 5.     | 682              | м. Камінь-Каширський                     | Могила лейтенанта Гаврилова В. Т. – спецуповноваженого РВ МГБ                | 1950      |                                               | 1985             | 267-р від 25.08.86р.                                                                                                  | Виконкому Камінь-Каширської м/р |
| 6.     | 820              | м. Камінь-Каширський                     | Могила братська радянських громадян єврейської національності                | 1942      |                                               | 1987             | 88-р від 09.04.90р.                                                                                                   | Виконкому Камінь-Каширської м/р |
| 7.     | 79               | м. Камінь-Каширський                     | Могила розстріляних євреїв                                                   | 1942      |                                               |                  | 415-р від 22.06.99р.                                                                                                  | Виконкому Камінь-Каширської м/р |
| 8.     | 80               | м. Камінь-Каширський                     | Могила розстріляних євреїв                                                   | 1942      |                                               |                  | 415-р від 22.06.99р.                                                                                                  | Виконкому Камінь-Каширської м/р |
| 9.     | 110              | м. Камінь-Каширський                     | Пам’ятний знак на честь 50-річчя створення УПА                               | 1942      |                                               | 1992             | 415-р від 22.06.99р.                                                                                                  | Виконкому Камінь-Каширської м/р |
| 10.    | 326              | с. Боровне                               | Пам’ятник землякам                                                           | 1941-1945 | Львівська кераміко-скульптурна фабрика        | 1971             | 477-р від 28.11.75р.                                                                                                  | Виконкому Боровненської с/р     |
| 11.    | 561              | с. Брониця                               | Пам’ятник землякам                                                           | 1941-1945 | Львівська кераміко-скульптурна фабрика        | 1970             | 65-р від 10.02.82р.                                                                                                   | Виконкому Броницької с/р        |
| 12.    | 327              | с. Бузаки                                | Пам’ятник землякам                                                           | 1941-1945 | Фліт П.Б.                                     | 1970             | 65-р від 10.02.82р.                                                                                                   | Виконкому Бузаківської с/р      |
| 13.    | 463              | с. Великий Обзир                         | Пам’ятник землякам                                                           | 1941-1945 | Кронгауз Г. Л.                                | 1975             | 457-р від 16.10.78р.                                                                                                  | Виконкому Велико-обзирської с/р |
| 14.    | 562              | с. Верхи                                 | Пам’ятник землякам                                                           | 1941-1945 | Львівська кераміко-скульптурна фабрика        | 1980             | 65-р від 10.02.82р.                                                                                                   | Виконкому Верхівської с/р       |
| 15.    | 106              | с. Видерта                               | Пам’ятник землякам                                                           | 1941-1945 | Нікітін І. П.                                 | 1970             | 267-р від 25.08.86р.                                                                                                  | Виконкому Видертської с/р       |
| 16.    | 464              | с. Видричі                               | Пам’ятник землякам                                                           | 1941-1945 | Баснюк, Попович Б. В.                         | 1976             | 457-р від 16.10.78р.                                                                                                  | Виконкому Видричівської с/р     |
| 17.    | 265              | с. Воєгоща                               | Пам’ятник землякам                                                           | 1941-1945 | Фліт П. Б.                                    | 1969             | 176-р від 10.05.73р.                                                                                                  | Виконкому Воєгощанської с/р     |
| 18.    | 266              | с. Ворокомле                             | Пам’ятник землякам                                                           | 1941-1945 | Нікітін І. П., Столбов                        | 1970             | 176-р від 10.05.73р.                                                                                                  | Виконкому Ворокомлівської с/р   |
| 19.    | 856              | с. Ворокомле                             | Могила радянських воїнів Шаманова і Данилюка                                 | 1944      |                                               |                  | 265-р від 24.12.91р.                                                                                                  | Виконкому Ворокомлівської с/р   |
| 20.    | 105              | с. Грудки                                | Пам’ятник землякам                                                           | 1941-1945 | Попович Б. В.                                 | 1970             | 267-р від 25.08.86р.                                                                                                  | Виконкому Грудківської с/р      |
| 21.    | 465              | с. Гута-Боровенська                      | Пам’ятник землякам                                                           | 1941-1945 | Ісов                                          | 1976             | 457-р від 16.10.78р.                                                                                                  | Виконкому Гуто-Боровенської с/р |
| 22.    | 888              | с. Гута-Боровенська                      | Могила радянських воїнів Ларіонова і Романюка                                | 1944      |                                               |                  | 265-р від 24.12.91р.                                                                                                  | Виконкому Гуто-Боровенської с/р |
| 23.    | 328              | с. Добре                                 | Пам’ятник землякам                                                           | 1941-1945 | Садовський Й. А.                              | 1972             | 477-р від 28.11.75р.                                                                                                  | Виконкому Добренської с/р       |
| 24.    | 857              | с.Добре                                  | Могила радянського воїна Полозова В. І.                                      | 1944      |                                               |                  | 265-р від 24.12.91р.                                                                                                  | Виконкому Добренської с/р       |
| 25.    | 466              | с. Залісся                               | Пам’ятник землякам                                                           | 1941-1945 | Нікітін І. П.                                 | 1976             | 457-р від 16.10.78р.                                                                                                  | Виконкому Нуйнівської с/р       |
| 26.    | 563              | с. Карасин                               | Пам’ятник землякам                                                           | 1941-1945 | Сидоренко П. М.                               | 1980             | 65-р від 10.02.82р.                                                                                                   | Виконкому Карасинської с/р      |
| 27.    | 855              | с. Карасин                               | Могила братська поляків, жертв війни                                         | 1943      |                                               | 1990             | 265-р від 24.12.91р.                                                                                                  | Виконкому Карасинської с/р      |
| 28.    | 267              | с. Качин                                 | Пам’ятник землякам                                                           | 1941-1945 | Сидоренко П.М.                                | 1971             | 176-р від 10.05.73р.                                                                                                  | Виконкому Качинської с/р        |
| 29.    | 329              | с. Кримне                                | Пам’ятник землякам                                                           | 1041-1945 | Львівська кераміко-скульптурна фабрика        | 1971             | 477-р від 28.11.75р.                                                                                                  | Виконкому Броницької с/р        |
| 30.    | 268              | с. Личини                                | Пам’ятник землякам                                                           | 1941-1945 | Фліт П. Б.                                    | 1970             | 176-р від 10.05.73р.                                                                                                  | Виконкому Личинівської с/р      |
| 31.    | 269              | с. Нуйно                                 | Пам’ятник землякам                                                           | 1941-1945 | Оверчук                                       | 1974             | 477-р від 28.11.75р.                                                                                                  | Виконкому Нуйнівської с/р       |
| 32.    | 330              | с. Нуйно                                 | Пам’ятник землякам                                                           | 1941-1945 | Місцеві майстри                               | 1963             | 176-р від 10.05.73р.                                                                                                  | Виконкому Нуйнівської с/р       |
| 33.    | 49               | с. Нуйно                                 | Могила братська радянських воїнів                                            | 1944      |                                               |                  | 415-р від 22.06.99р.                                                                                                  | Виконкому Нуйнівської с/р       |
| 34.    | 858              | с. Острівок                              | Могила радянського партизана Ковча Й. М.                                     | 1944      |                                               | 1990             | 265-р від 24.12.91р.                                                                                                  | Виконкому Черченської с/р       |
| 35.    | 108              | с. Пнівне                                | Пам’ятник землякам                                                           | 1941-1945 | Кушнір І. Ю.                                  | 1970             | 267-р від 25.08.86р.                                                                                                  | Виконкому Пнівненської с/р      |
| 36.    | 887              | с. Пнівне                                | Могила братська невідомих радянських воїнів                                  | 1944      |                                               | 1990             | 265-р від 24.12.91р.                                                                                                  | Виконкому Пнівненської с/р      |
| 37.    | 76               | с. Пнівне                                | Могила братська воїнів УПА                                                   | 1944      |                                               |                  | 415-р від 22.06.99р.                                                                                                  | Виконкому Пнівненської с/р      |
| 38.    | 331              | с. Полиці                                | Пам’ятник землякам                                                           | 1941-1945 | Стойлов О. І.                                 | 1971             | 477-р від 28.11.75р.                                                                                                  | Виконкому Полицівської с/р      |
| 39.    | 270              | с. Раків Ліс                             | Пам’ятник землякам                                                           | 1941-1945 | Садовський Й.А.                               | 1970             | 176-р від 10.05.73р.                                                                                                  | Виконкому Раково-Ліської с/р    |
| 40.    | 271              | с. Сошичне                               | Пам’ятник землякам                                                           | 1941-1945 | Бойко В. Є., Расіна З. І.                     | 1969             | 176-р від 10.05.73р.                                                                                                  | Виконкому Сошичненської с/р     |
| 41.    | 272              | с. Тоболи                                | Пам’ятник землякам                                                           | 1941-1945 | Стойлов О. І.                                 | 1969             | 176-р від 10.05.73р.                                                                                                  | Виконкому Тоболівської с/р      |
| 42.    | 560              | с. Тоболи                                | Пам’ятник на честь воїнів-партизан                                           | 1941-1945 |                                               | 1980             | 65-р від 10.02.82р.                                                                                                   | Виконкому Тоболівської с/р      |
| 43.    | 333              | с. Хотешів                               | Пам’ятник землякам                                                           | 1941-1945 | Садовський Й. А.                              | 1971             | 477-р від 28.11.75р.                                                                                                  | Виконкому Хотешівської с/р      |
| 44.    | 83               | с. Хотешів                               | Могила братська воїнів УПА                                                   | 1943      |                                               |                  | 415-р від 22.06.99р.                                                                                                  | Виконкому Хотешівської с/р      |
| 45.    | 82               | с. Хотешів                               | Могила розстріляних євреїв                                                   | 1942      |                                               |                  | 415-р від 22.06.99р.                                                                                                  | Виконкому Хотешівської с/р      |
| 46.    | 332              | с. Черче                                 | Пам’ятник землякам                                                           | 1941-1945 | Львівська кераміко-скульптурна фабрика        | 1969             | 477-р від 28.11.75р.                                                                                                  | Виконкому Черченської с/р       |
| 47.    | 683              | с. Черче                                 | Могила братська радянських воїнів                                            | 1944      |                                               |                  | 267-р від 25.08.86р.                                                                                                  | Виконкому Черченської с/р       |
|        |                  |                                          |                                                                              |           |                                               |                  | |                                 |

## Джерело
- Пам’ятки Волинської області